# Ted 2
Ted 2 (oryg. Ted 2) – amerykański film komediowy z 2015 roku w reżyserii Setha MacFarlane'a. Kontynuacja filmu Ted z 2012 roku.

## Fabuła
Miś Ted podejmuje w swoim życiu poważną decyzję. Postanawia ożenić się z Tami Lynn (Jessica Barth) i mieć z nią dziecko. John (Mark Wahlberg), chcąc pomóc przyjacielowi, postanawia zostać dawcą nasienia. Jednak, aby nowożeńcy mieli prawo do opieki nad maluchem, miś musi udowodnić przed sądem, że jest istotą ludzką.

## Obsada
- Mark Wahlberg jako John Bennett
- Seth MacFarlane – Ted (głos)
- Amanda Seyfried – jako Samantha Jackson
- Jessica Barth – jako Tami-Lynn